# Староустье
Староу́стье — село, административный центр Староустинского сельсовета в Воскресенском районе Нижегородской области.

## География
Находится в левобережье Ветлуги на правом берегу реки Уста на расстоянии примерно 17 км к северу от районного центра посёлка Воскресенское.

## История
Староустье как русское поселение появилось согласно местным преданиям на рубеже XVIII и XIX веков, когда группа старообрядцев поселилась в местной марийской деревне. Через некоторое время марийцы покинули деревню, а русское поселение стало православным. Деревня входила в Варнавинский уезд Костромской губернии, стала селом в 1888 году после постройки церкви. Жители занимались сельским хозяйством и промыслами, связанными с лесным хозяйством. В 1925 году население составило 1104 человека. В советское время работали колхозы «Красная Горка», имени Мичурина и имени Калинина. К 1980 году население составило 648 человек при 252 дворах.

## Население
| 1999 | 2002 | 2010 |
| ---- | ---- | ---- |
| 553  | ↘528 | ↘447 |

Национальный состав: русские — 99 % (2002 год).